# تعلقة وتحصيل
التحصيل والتعلقة تقسيمان إداريان أو انتظاميان في بعض بلاد جنوب آسيا. في باكستان، تحصیل (اسم مجرد مؤنث، ج. تحصیلوں) جزء صغير من إقليم أكبر منه يسمى الضلع؛ لكن في السند خصوصا، يعرف التحصيل بمرادف له هو كلمة تعلقہ. أما في شمال شرق الهند، فتسمى التعلقة باسم محکمہ، بينما شاع اسم منڈل في بقية أرجاء الهند. يترأس كلا من التحصيل والتعلقة تحصیلدار أو تعلقدار.